# Wichard von Rochow (Politiker)

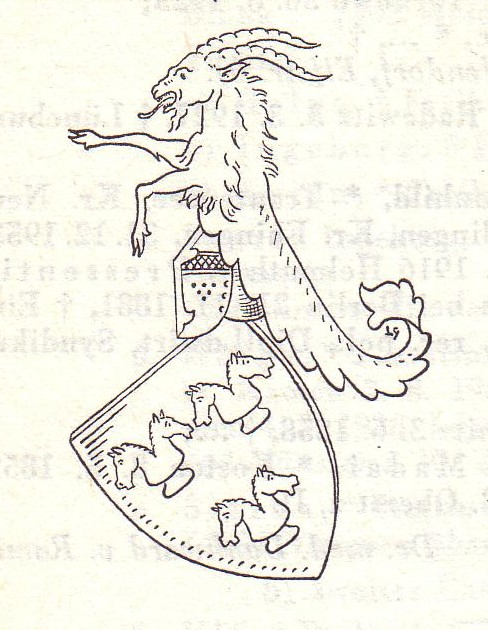
Das Wappen der Familie von Rochow

Wilhelm Gustav Rudolf Wichard Rochus von Rochow (* 4. Februar 1848 auf Gut Golzow, Landkreis Zauch-Belzig; † 1. Mai 1921 in Berlin) war Gutsbesitzer und preußischer Politiker.

## Familie
Wichard entstammte einem märkischen Adelsgeschlecht, das ursprünglich aus der Schweiz stammte und im 11. Jahrhundert in Richtung Brandenburg zog, um die dort ansässigen Wenden zu belagern. So kam die Adelsfamilie zu ihrem ersten Besitz in der Altmark, dem Ort Rochow (Rochau), eigentlicher Stammsitz wurde aber später Golzow in der Zauche. Er war der Sohn des Gutsbesitzers auf Golzow Rudolf von Rochow (1803–1870) und dessen Ehefrau Sidonie, geborene von Goerne (1816–1882). Seine Schulzeit verbrachte Wichard von Rochow-Golzow von Ostern 1860 bis Juni 1866 auf der Klosterschule Roßleben. Im Jahre 1871 trat er sein väterliches Erbe an.
Rochow heiratete am 18. Dezember 1880 in Dresden Gabriele von Pachelbl-Gehag (* 23. Oktober 1860 auf Gut Zimkendorf; † 5. Dezember 1933 auf Gut Golzow), die Tochter des preußischen Majors und Kammerherrn Carl von Pachelbel-Gehag, Gutsherr auf Gehag, Zimkendorf und Borgwall, und der Marie Gräfin von Seydewitz aus dem Hause Pülswerda. Das Ehepaar hatte vier Töchter:
- Elisabeth (1883–1965) ⚭ 1901 Manfred von Kobylinski (1877–1942)
- Gabriele (1884–1942)
- Margarethe (1885–1945) ⚭ 1909 Harald von Jorck (1881–1945)
- Marie (1888–1943) ⚭ 1911 Curt von Cramm (1885–1959)

Wichard war Senior des Adelsgeschlecht von Rochow und lange Vorsitzender des 1900 gegründeten Familienverbandes, der alle zwei Jahre turnusgemäß in Berlin tagte. Der Landrat Rudolf von Stülpnagel-Sandberg war sein Schwager.

## Leben
Rochow war Gutsherr auf Golzow (seit dem 12. Jahrhundert in Familienbesitz genannt) und Grüneiche sowie Desmathen und den Vorwerken Müggenburg und Hammerdamm (alle heute Ortsteile von Golzow), gesamt 1911 ha. Als Gutsbesitzer betrieb er hauptsächlich Schafwirtschaft und Milchviehwirtschaft. Er galt in der Zauche und dem Teltow zu jener Zeit als einer der wohlhabendsten Grundbesitzer.
Seine militärische Laufbahn begann 1866 gleich nach der Schulzeit, ein Jahr darauf sogleich Fähnrich, 1868 Sekondeleutnant. Zum Schluss war er preußischer Major a. D. und diente die ganze Zeit im 1. Garde-Ulanen-Regiment in Potsdam. Im Johanniterorden trat Wichard von Rochow 1885 ein, fünf Jahre später ist er dort zum Rechtsritter geschlagen worden. Des Weiteren war er Mitglied des Preußischen Herrenhauses auf Lebenszeit, als Repräsentant der Mittelmark und damit Nachfolger von seinem Vetter Hans von Rochow (Politiker), dem befreundeten Gutsherrn auf Plessow und Stülpe. Ebenso war Wichard Mitglied des Provinzial-Landtages, Kreisdeputierter und Amtsvorsteher. Golzow fiel 1921 an Wichards Erbengemeinschaft, seine vier Töchter wohl zu gleichen Teilen. Gutsverwalter wurde der Schwiegersohn Harald von Jorck (1881–1945), Korvettenkapitän a. D mit Kontakten zum Herrenklub. Dieser war sehr konservativ und aktiv im Landbund, saß im Aufsichtsrat der Brandenburgischen Städtebahn-AG und kandidierte 1924 über die DNVP erfolglos für den Reichstag.